# Албешть (Муреш)
Албешть, Албешті (рум. Albești) — село у повіті Муреш в Румунії. Адміністративний центр комуни Албешть.
Село розташоване на відстані 222 км на північний захід від Бухареста, 40 км на південний схід від Тиргу-Муреша, 112 км на південний схід від Клуж-Напоки, 87 км на північний захід від Брашова.

## Населення
За даними перепису населення 2002 року у селі проживали 3064 особи.
Національний склад населення села:
| Національність | Кількість осіб | Відсоток |
| -------------- | -------------- | -------- |
| румуни         | 2305           | 75,2%    |
| угорці         | 661            | 21,6%    |
| цигани         | 80             | 2,6%     |
| німці          | 10             | 0,3%     |

Рідною мовою назвали:
| Мова      | Кількість осіб | Відсоток |
| --------- | -------------- | -------- |
| румунська | 2354           | 76,8%    |
| угорська  | 660            | 21,5%    |
| циганська | 33             | 1,1%     |
| німецька  | 9              | 0,3%     |